# داغباشیان
داغباشیان (زبان ارمنی: Դաղբաշյան), یکی از نام‌های خانوادگی رایج در میان ارمنیان می‌باشد.
- گاگیک داغباشیان
- سامسون داغباشیان